# Љубањ (Русија)
Љубањ (рус. Люба́нь; фин. Lupana) град је на северозападу европског дела Руске Федерације. Налази се у северозападном делу Лењинградске области, и административно припада Тосњенском рејона.
Према проценама националне статистичке службе за 2015. у граду је живела 4.615 становника. Административни статус града има од 1912. године.

## Географија
Град Љубањ смештен је у источном делу Тосњенског рејона, на око 33 километра југоисточно од административног центра рејона, града Тосна, односно на око 90 километара југоисточно од историјског центра града Санкт Петербурга. Кроз град протиче река Тигода, лева притока реке Волхов. Градска територија обухвата површину од 7 квадратних километара, док се само градско средиште налази на надморској висини од 41 метра.
Кроз град пролазе деоницепруге и аутопута (национални аутопут М10 „Росија”) који повезују Санкт Петербург са Москвом, односно магистрални друм Р41 Луга—Павлово.

## Историја
У писаним изворима насеље се први пут помиње 1500. године у катастарској књизи Водске пјатине Дмитрија Китајева, као село Љубани (рус. Любани). Село је добило на значају након 1711. када је туда прошао друм између Санкт Петербурга и Москве. Село Љубани се помиње и на Шмитовој карти Санктпетербуршке губерније из 1700. године.
Године 1849. кроз село је прошла деоница железничке пруге од Мослве ка Санкт Петербургу, а већ годину дана касније саграђена је и љубањска железничка станица. Значај села растао је паралелно са развојем железнице, а 1868. у Љубању је отворена прва саобраћајна школа железничког смера.
Према подацима са првог сверуског пописа становништва из 1897. године, Љубањ је заведен као насеље са железничком станицом у којем је живело укупно 2.285 становника, од којих је 1.997 њих било православне вероисповести.
Званичан административни статус града носи од 1912. године, а у периоду од 1917. до 1927. служио је као административно средиште Љубањске општине Новгородског округа Новгородске губерније. У границама Тосњенског рејона је од 1930. године.

## Демографија
Према подацима са пописа становништва 2010. у граду је живело 4.188 становник, док је према проценама националне статистичке службе за 2015. град имао 4.615 становника.
| 1959. | 1970. | 1979. | 1987. | 1989. | 2002. | 2010. | 2015. |
| ----- | ----- | ----- | ----- | ----- | ----- | ----- | ----- |
| 7.139 | 6.970 | 7.057 | 2.285 | 5.078 | 4.616 | 4.188 | 4.615 |